# NGC 6576
NGC 6576 é uma galáxia espiral (S) localizada na direcção da constelação de Hercules. Possui uma declinação de +21° 25' 44" e uma ascensão recta de 18 horas, 11 minutos e 47,9 segundos.
A galáxia NGC 6576 foi descoberta em 7 de Agosto de 1864 por Albert Marth.